# Dreaming of Me
„Dreaming of Me” este single-ul de debut al formației Depeche Mode. A fost înregistrat în studiourile Blackwing și a fost lansat în Regatul Unit la data de 20 februarie 1981. Single-ul nu a avut o lansare oficială în Statele Unite. 
Din cauza clasării modeste în ierarhiile vremii (locul 57 în clasamentul din Regatul Unit), Dreaming of Me nu a apărut în ediția originală a albumului Speak and Spell. A fost inclusă abia în ediția relansată, ca bonus. În Statele Unite, Dreaming of Me a fost inclus de la început pe album, în locul melodiei „I Sometimes Wish I Was Dead”. 
Au fost lansate două variante ale acestui cântec, unul dintre ele cu un final pierdut (fade out) și unul cu un final brusc (cold end). Cea cu final brusc apare și pe ediția relansată în Europa, în anul 1988 a albumului Speak and Spell, în timp ce ediția americană a aceluiași album conține varianta cu final pierdut. În 2006, la o nouă relansare a albumului Speak and Spell, varianta cu final brusc a apărut în toate edițiile.
Single-ul Dreaming of Me a avut ca Față B melodia „Ice Machine”.

## Lista de melodii
Toate cântecele au fost compuse de Vince Clarke.
7": Mute / 7Mute13 (UK)
1. "Dreaming of Me" – 4:03
2. "Ice Machine" – 4:06

CD: Mute / CDMute131
1. "Dreaming of Me" – 3:46
2. "Ice Machine" – 3:54

Note
- 1:CD lansat în 1991.